# Naval Battle of Tsushima
Naval Battle of Tsushima (ook wel Tsushima) is een videospel voor de platforms Commodore 64 en Commodore 128. Het spel werd uitgebracht in 1984.

## Ontvangst
| Beoordeeld door             | Platform     | Datum         | Score |
| --------------------------- | ------------ | ------------- | ----- |
| Computer Gaming World (CGW) | Commodore 64 | december 1991 | 40%   |
| Computer Gaming World (CGW) | Apple II     | december 1991 | 40%   |